# Маријан Стилиновић
Маријан Стилиновић (Света Недеља, код Самобора, 27. новембар 1904 — Задар, 6. децембар 1959), учесник Народноослободилачке борбе и друштвено-политички радник ФНР Југославије и НР Хрватске.

## Биографија
Рођен је 27. новембра 1904. године у Светој Недељи, код Самобора. Школовао се у Огулину и Загребу. Као шеснаестогодишњак, постао је члан Савеза комунистичке омладине Југославије (СКОЈ), а због учешћа у оснивању организације „Црвена правда“ био је 1921. године први пут осуђен. 
Студирао је режију у Глумачкој школи у Загребу, сарађивао у „Борби“ и „Радничкој штампи“. Повремено је радио као помоћни режисер и спикер на загребачкој Радио-станици. Тада је био друг и саборац Златка Шнајдера и Јанка Мишића. Године 1929. је ухапшен као члан Комунистичке партије Југославије (КПЈ) и осуђен од Суда за заштиту државе на три године робије, а јуна 1934. на десет година.
Августа 1941. године, учествовао је у бекству из затвора у Сремској Митровици с групом политичких затвореника-комуниста, након чега се прикључио Фрушкогорском партизанском одреду. Исте године у Србији, у ослобођеном Ужицу, постао је члан редакције „Борбе“, да би затим у току Народноослободилачке борбе вршио разне војне и политичке функције. Био је политички комесар Треће оперативне зоне Хрватске, већник Антифашистичког већа народног ослобођења Југославије (АВНОЈ) и Земаљског антифашистичког вијећа народног ослобођења Хрватске (ЗАВНОХ), те главни уредник листа „Напријед“. Године 1943. био је тешко рањен у Славонији и једва остао жив, због чега је боловао до смрти.
После рата и ослобођења Југославије, био је главни уредник „Борбе“, председник Комитета за школе и науку ФНРЈ, амбасадор у Прагу и Буенос Ајресу, од 1952. до 1956. године заступник у Сабору НР Хрватске, па посланик Савезне народне скупштине.
Умро је 6. децембра 1959. године у Задру.

## Литерарни радови и одликовања
Повремено је писао публицистичке радове, од којих су неки штампани после његове смрти. Неки од њих су:
- „Сумрак у Прагу“, Загреб, 1952.
- „Загреб кроз стољећа“, Загреб, 1961.
- „Ратни дневник“, Загреб, 1965.
- „Буне и отпори“, Загреб, 1969.

Носилац је Партизанске споменице 1941. и других југословенских одликовања, међу којима су — Орден народног ослобођења, Орден заслуга за народ првог реда, Орден братства и јединства првог реда и Орден за храброст.